# Phobolosia mydronotum
Phobolosia mydronotum är en fjärilsart som beskrevs av Dyar 1914. Phobolosia mydronotum ingår i släktet Phobolosia och familjen nattflyn. Inga underarter finns listade i Catalogue of Life.